# Kelli O'Hara
Kelli Christine O'Hara (nascuda el 16 d'abril de 1976) és una actriu i cantant nord-americana, més coneguda pel seu treball als escenaris de Broadway i d'òpera.
Set vegades nominada al premi Tony, O'Hara va guanyar el Premi Tony a la millor actriu protagonista de musical el 2015 per la seva interpretació d'Anna Leonowens al revival del Lincoln Center Theater de The King and I. També va rebre nominacions a Tony per les seves actuacions a in The Light in the Piazza (2005), The Pajama Game (2006), South Pacific (2008), Nice Work If You Can Get It (2012), The Bridges of Madison County (2014), i Kiss Me, Kate (2019). O'Hara també va rebre una nominació al premi Olivier 2019 per la seva actuació com a Anna Leonowens en el revival del West End de The King and I.
O'Hara va debutar a The Metropolitan Opera en una producció de 2014 de La vídua alegre, de Franz Lehár. En 2018, va interpretar el paper de Despina en la producció de l'òpera del Met de Così fan tutte, de Mozart. També ha interpretat papers en sèries de televisió, com ara as Masters of Sex i 13 Reasons Why, rebent una nominació al Primetime Emmy Award pel seu paper protagonista a la sèrie web dramàtica web The Accidental Wolf (2017).

## Inicis
O'Hara va néixer a Elk City, Oklahoma, i va créixer en una família irlandesa nord-americana. Es va graduar a Deer Creek High School i també va assistir a la Universitat d'Oklahoma City, graduant-se amb un títol de llicenciat en música en interpretació vocal/òpera. O'Hara va estudiar veu amb Florence Birdwell, que també va ensenyar a Kristin Chenoweth quatre anys abans. O'Hara i Chenoweth són alumnes de la sororitat Gamma Phi Beta. També va estudiar al Institut Lee Strasberg de Teatre i Cinema

## Carrera

### Inicis
Un dels primers papers professionals de O'Hara va ser en una gira nacional dels Estats Units pel musical Jekyll & Hyde. Després va interpretar el paper de Young Hattie al revival de 2001 a Broadway de Follies, i després va fer el paper de Young Phyllis. A continuació, va aparèixer a la producció del Broadway de Sweet Smell of Success del 2002 com a Susan. El 2003 va interpretar Albertine en la producció de Playwrights Horizons del musical My Life With Albertine, i, el 2004, Lucy Westenra en la producció de Broadway de Dracula, the Musical.
Va interpretar a Clara en la producció de Broadway de 2005 de The Light in the Piazza al Vivian Beaumont Theatre del Lincoln Center. Aparegué en un taller del musical al Theatre Lab de Sundance, i a les proves a Seattle i Chicago, com a personatge de Franca. Va rebre la nominació al Premi Tony del 2005 com a millor interpretació d'una actriu de repartiment en un musical. O'Hara ha estat nominada o ha guanyat el premi Tony per cada paper posterior que hagi interpretat a Broadway. En el seu proper musical de Broadway, va interpretar a Babe en el revival del 2006 de  The Pajama Game, pel qual va ser nominada a la millor actriu protagonista en un musical. Per a aquesta actuació, el crític de The New York Times, Ben Brantley, va escriure que O'Hara "va coets per davant del prometedor estat ingènu que va assolir amb Light in the Piazza".
El 2007, O'Hara va interpretar el paper de Dot / Marie a Los Angeles Reprise! concert escenografiat de Sunday in the Park with George i Eliza Doolittle a la producció de la New York Philharmonic semi-escenificada de My Fair Lady a l'Avery Fisher Hall. Era la veu de la productora Bet Totenbag el 2008 la sèrie animada de PBS Click and Clack's As the Wrench Turns. Del 2008 al 2010, O'Hara va protagonitzar Nellie Forbush al revival de Broadway de South Pacific al Vivian Beaumont Theater del Lincoln Center, pel qual va ser nominada al seu tercer premi Tony. Va prendre el permís de maternitat el març de 2009 i va tornar al musical a l'octubre de 2009.
O'Hara va interpretar el paper d'Ella Peterson al concert del New York City Center Encores! del 2010 de Bells Are Ringing. Va interpretar el paper d'Elena en la pel·lícula Sexe a Nova York 2 (2010), i el 2011 va aparèixer en "Mercy", el primer episodi de la segona temporada de la CBS mostren Blue Bloods. També el 2011 va interpretar el paper d'Amalia en un concert de benefici de She Loves Me, presentat per la Roundabout Theater Company, en honor del 20è aniversari de la companyia. Scott Ellis va dirigir, i el director musical va ser Paul Gemignani. Havia interpretat una de les cançons més conegudes del programa, "Will He Like Me?", la nit anterior al Kennedy Center en honor de Barbara Cook.
Va actuar a Broadway com a Billie Bendix a Nice Work If You Can Get It, d'abril de 2012 a març de 2013 i va rebre la quarta nominació al Premi Tony. El 2012, al concert de la nit de Cap d'Any, "Celebrant Marvin Hamlisch", al Lincoln Center, va cantar "At the Ballet", d'A Chorus Line, juntament amb with Audra McDonald i Megan Hilty. En 2013, va interpretar el personatge principal de Julie en el concert escenografiat de Carousel presentat per la New York Philharmonic al Avery Fisher Hall. De gener a maig de 2014, va actuar com a Francesca Johnson al musical de Broadway The Bridges of Madison County, pel qual va rebre la cinquena candidatura al Premi Tony. Elyse Sommer, la crítica de CurtainUp.com, va assenyalar els "magnífics pics vocals" d'O'Hara i els seus "exquisits" duets amb la co-estrella Steven Pasquale. Va interpretar la senyora Darling el 2014 NBC transmissió telecast Peter Pan Live!. Va cantar dos concerts, titulats Kelli and Matthew: Home for the Holidays, al desembre de 2014 al Carnegie Hall amb els New York Pops. El 31 de desembre de 2014, O'Hara va fer el seu debut operístic a The Metropolitan Opera com Valencienne a La vídua alegre de Franz Lehár al costat de Renee Fleming en el paper principal.

### 2015 fins al present
O'Hara va tornar al Lincoln Center Theatre per protagonitzar Anna Leonowens al revival de Broadway de The King and I davant Ken Watanabe com El rei. La producció va començar les preestrenes al Vivian Beaumont Theatre el març del 2015 i es va estrenar a l'abril del 2015. Aquest paper va guanyar O'Hara el seu primer premi Tony. L'actuació final de O'Hara com Anna va ser a l'abril de 2016. Va fer el seu debut en solitari al Carnegie Hall l'octubre de 2016 i va ser treballar com a personatge recurrent Dody a la quarta temporada de Masters of Sex. Va interpretar Fiona a la producció d'Encores de Brigadoon al novembre de 2017 al New York City Center.Jeremy Gerard del Deadline Hollywood titllar de "lluminosa" la representació d'O'Hara, escrivint: «O'Hara és impossiblement bella, vocalment i transmet la determinació romàntica de Fiona i el seu desgavell». També el 2017, va actuar com Kate Bonner a la primera temporada de la sèrie The Accidental Wolf, rebent una nominació al Primetime Emmy Award 2018.
O'Hara va aparèixer a la temporada 2018 de 13 Reasons Why com a Jackie, un defensora de l'anti-bullying. El mateix any a the Metropolitan Opera,, va cantar el paper de Despina a in Così fan tutte. Va repetir el seu paper a The King and I al London Palladium per una durada limitada de juny a setembre de 2018.
Ella va tornar a Broadway el febrer de 2019 amb un revival de Kiss Me, Kate al Studio 54, com a Lilli Vanessi/Katharine. La producció va ser dirigida per Scott Ellis i coreografiada per Warren Carlyle. El revival va ser produït per la Roundabout Theatre Company, que va produir un concert benefici de l'espectacle amb O'Hara, Ellis i Carlyle el 2016.

## Vida personal
O'Hara està casada amb Greg Naughton de The Sweet Remains, fill de l'actor James Naughton. El seu primer fill, Owen James, va néixer el 2009. La parella també té una filla, Charlotte, nascuda el 2013.

## Crèdits professionals

### Teatre
Broadway

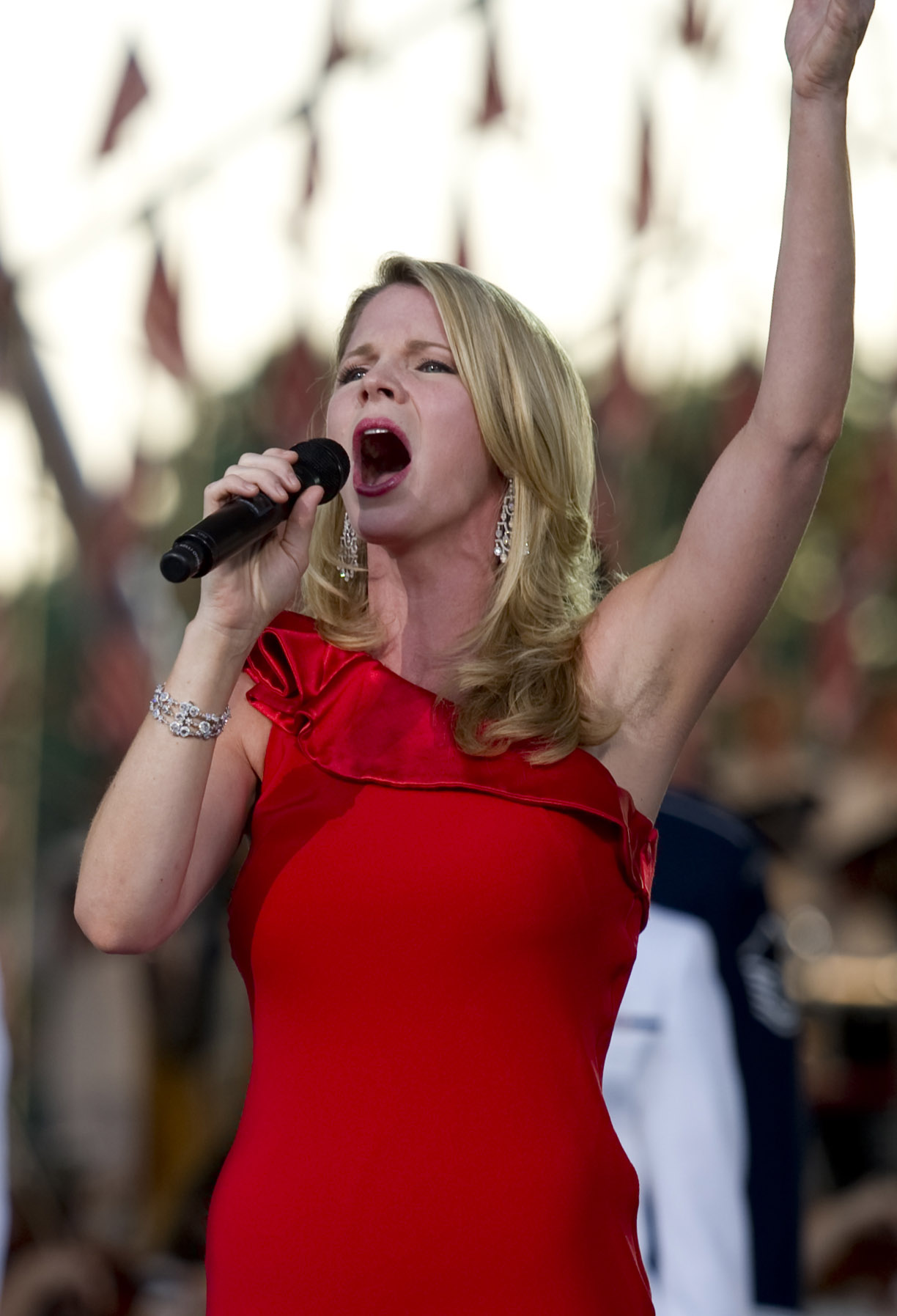
O'Hara cantant al concert del National Day (2010)

- Jekyll & Hyde (2000) com Kate (substitució) / Emma (suplent)
- Follies (2001) com Young Hattie/Ensemble, després com com Young Phyllis
- Sweet Smell of Success: The Musical (2002) com Susan
- Dracula, the Musical (2004) com Lucy Westenra
- The Light in the Piazza (2005) com Clara Johnson
- The Pajama Game (2006) com Babe Williams
- South Pacific (2008) com Nellie Forbush
- Nice Work If You Can Get It (2012) com Billie Bendix
- The Bridges of Madison County (2014) com Francesca Johnson
- The King and I (2015) com Anna Leonowens
- Kiss Me, Kate (2019) com Lilli Vanessi/Katharine

West End
- The King and I (2018) com Anna Leonowens

Off-Broadway i teatre regional
- Beauty de Tina Landau (2003) (La Jolla Playhouse)[47]
- My Life with Albertine (2003) com Albertine (Off-Broadway)
- The Light in the Piazza (2004) com Franca (Seattle i Chicago)
- Far From Heaven (2012) com Cathy Whitaker (developmental premiere, Williamstown Theatre Festival)[48]

Repertori operístic
- La vídua alegre de Franz Lehár (2014) com Valencienne (Metropolitan Opera)
- Dido and Aeneas de Henry Purcell (2016) com Dido (MasterVoices i l'Orchestra of St. Luke's)[49]
- Così fan tutte de Wolfgang Amadeus Mozart (2018) com Despina (Metropolitan Opera)[41]

### Discografia
- 2008 Wonder in the World
- 2011 Always

Enregistraments de repartiments
- 2002 Sweet Smell of Success
- 2003 My Life with Albertine
- 2005 The Light in the Piazza
- 2006 Harry on Broadway, Act I—two-disc set: 1. Original Broadway cast recording The Pajama Game; 2. Songs from Thou Shalt Not, Harry Connick, Jr. featuring Kelli O'Hara
- 2008 South Pacific
- 2012 Nice Work If You Can Get It
- 2014 The Bridges of Madison County
- 2015 The King and I

Bandes sonores
- 2014 Peter Pan Live!

## Premis i nominacions
| Any  | Premi                      | Categoria                                                  | Treball nominat                           | Resultat  |
| ---- | -------------------------- | ---------------------------------------------------------- | ----------------------------------------- | --------- |
| 2005 | Premi Tony                 | Millor actriu de repartiment de musical                    | The Light in the Piazza                   | Nominat   |
| 2005 | Premi Outer Critics Circle | Actriu de repartiment més destacada en un musical          | The Light in the Piazza                   | Nominat   |
| 2006 | Premi Tony                 | Millor actriu protagonista de musical                      | The Pajama Game                           | Nominat   |
| 2006 | Premi Drama Desk           | Actriu més destacada en un musical                         | The Pajama Game                           | Nominat   |
| 2006 | Premi Outer Critics Circle | Actriu més destacada en un musical                         | The Pajama Game                           | Nominat   |
| 2008 | Premi Tony                 | Millor actriu protagonista de musical                      | South Pacific                             | Nominat   |
| 2008 | Premi Drama Desk           | Actriu més destacada en un musical                         | South Pacific                             | Nominat   |
| 2008 | Premi Outer Critics Circle | Actriu més destacada en un musical                         | South Pacific                             | Nominat   |
| 2012 | Premi Tony                 | Millor actriu protagonista de musical                      | Nice Work If You Can Get It               | Nominat   |
| 2012 | Premi Drama Desk           | Actriu més destacada en un musical                         | Nice Work If You Can Get It               | Nominat   |
| 2012 | Drama League Award         | Distinguished Performance                                  | Nice Work If You Can Get It               | Nominat   |
| 2012 | Premi Outer Critics Circle | Actriu més destacada en un musical                         | Nice Work If You Can Get It               | Nominat   |
| 2014 | Premi Tony                 | Millor actriu protagonista de musical                      | The Bridges of Madison County             | Nominat   |
| 2014 | Premi Drama Desk           | Actriu més destacada en un musical                         | The Bridges of Madison County             | Nominat   |
| 2014 | Drama League Award         | Distinguished Performance                                  | The Bridges of Madison County             | Nominat   |
| 2014 | Premi Outer Critics Circle | Actriu més destacada en un musical                         | The Bridges of Madison County             | Nominat   |
| 2015 | Premi Tony                 | Millor actriu protagonista de musical                      | The King and I                            | Guanyador |
| 2015 | Drama League Award         | Distinguished Performance                                  | The King and I                            | Nominat   |
| 2015 | Premi Outer Critics Circle | Actriu més destacada en un musical                         | The King and I                            | Nominat   |
| 2018 | Primetime Emmy Award       | Outstanding Actress in a Short Form Comedy or Drama Series | The Accidental Wolf                       | Nominat   |
| 2018 | Evening Standard Award     | Best Musical Performance                                   | The King and I                            | Nominat   |
| 2019 | Premi Laurence Olivier     | Millor Actriu de Musical                                   | The King and I                            | Nominat   |
| 2019 | Premi Tony                 | Millor actriu protagonista de musical                      | Kiss Me, Kate                             | Nominat   |
| 2019 | Premi Outer Critics Circle | Actriu més destacada en un musical                         | Kiss Me, Kate                             | Nominat   |
| 2019 | Drama League Award         | Distinguished Performance                                  | Kiss Me, Kate                             | Nominat   |
| 2019 | Drama League Award         | Assoliment distingit en el teatre musical                  | Assoliment distingit en el teatre musical | Honoree   |